# Paul Strick van Linschoten

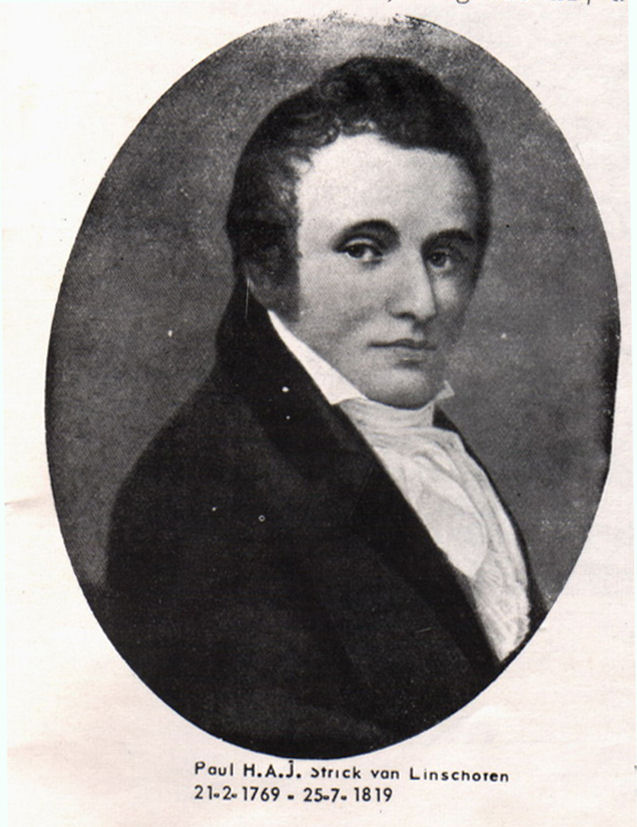
Paul Strick van Linschoten

Familienwappen (1816)

Paulus Hubert Adriaan Jan Strick van Linschoten (getauft 23. November 1769 in Utrecht; † 25. Juli 1819 in Bologna), Vrijheer auf Linschoten, Heer von Polanen und Hekendorp, war ein niederländischer Diplomat und Deputierter der Generalstaaten.

## Leben
Strick van Linschoten schrieb sich im Sommer 1787 als Student der Philosophie an der Universität Göttingen ein. Nach dem Studium wandte er sich dem Diplomatischen Dienst zu und war von 1795 bis 1801 als bevollmächtigter Minister der Batavischen Republik – damals noch als Strick ohne den adligen Zunamen – niederländischer Gesandter beim Herzog von Württemberg in Stuttgart. Von seiner diplomatischen Mission zurückberufen, lebte er bis 1810 auf seinem Stammgut Linschoten in der Provinz Utrecht, dann in Mannheim.
1817 wurde er preußischer Kammerherr und starb auf einer Reise in Italien am 25. Juli 1819 in Bologna. Er war ein gründlicher Sprachkenner und hat Gedichte und mehrere philosophische und historische Schriften veröffentlicht.
Er war verheiratet mit Charlotte Ernestine Wilhelmine Freiin von Hoffstedt (1766–1836). Seine Tochter Elisabet (1800–1846) heiratete am 26. April 1826 den späteren preußischen Außenminister Heinrich Alexander von Arnim-Suckow (seitdem genannt Arnim-Strick), der Sohn Emil Strick van Linschoten (1798–1849) ging nach einem Studium in Göttingen und Heidelberg wie sein Vater in den niederländischen diplomatischen Dienst.

## Schriften
Strick van Linschoten veröffentlichte teilweise unter dem Pseudonym Eleutherophilus.
- Vertraute Briefe aus Holland im Frühjahr 1797. Aus dem Dänischen übersetzt [von C.H.B.]. [Lübeck] 1798, Digitalisat
- Proeve eener vertaaling van het Pervigilium Veneris met eenige aanteekeningen, benevens eene overzetting van het dichtstukje Lydia, Utrecht, 1805, Digitalisat
- Gedichten, Amsterdam 1808, Digitalisat
- Winter-recepten Utrecht 1808, Digitalisat
- Tien lierzangen van Horatius in dezelfde voetmaat overgebragt, Utrecht, 1808, Digitalisat
- Klagte bij het graf van Mr. J. Hinlopen, Utrecht, 1809, Digitalisat
- Vertraute Briefe während eines Durchflugs durch einen Theil der nördlichen Provinzen des Königreichs der Niederlande im Sommer 1817, unter Eleutherophilus, 3 Bände, Germania, Manheim 1818, Teil 1, Teil 2, Teil 3